# Радио (филм)
За радиото като технология и масмедия вижте Радио
„Радио“ (на английски: Radio) е американски филм от 2003 г. с участието на Ед Харис и Куба Гудинг Джуниър.
Времетраенето на филма е 109 минути.